# HMS Utmost (N19)
Le HMS Utmost est un sous-marin de la classe U de la Royal Navy.

## Histoire
Le HMS Utmost passe la majeure partie de la Seconde Guerre mondiale en Méditerranée. Le 6 novembre 1940, alors qu'il se rend dans cette mer, il percute le destroyer HMS Encounter ; ils sont endommagés, l’Utmost est réparé à Gibraltar le lendemain et repart le 30 novembre 1940.
Le 12 février 1941, l’Utmost endommage le navire marchand italien Mauly. Le 9 mars, il coule le navire marchand italien Capo Vita. Le 28 mars, il attaque un convoi de 5 navires marchands allemands et trois destroyers italiens et torpillé le navire allemand Heraklea qui coule et le Ruhr qui est endommagé. Le 26 juin, il coule le navire marchand italien Enrico Costa. Il participe à l'opération Substance le 21 juillet 1941. Le 28 juillet, il coule le navire marchand italien Frederico. Le 1er novembre, il coule un autre, le Marigola. Le 21 novembre 1941, il coule le croiseur léger italien Trieste. Il participe à la première bataille de Syrte le 15 décembre 1941.
En outre, il participe à des missions de transport d'agents de la France libre en Tunisie.
En janvier 1942, l’Utmost retourne à Holy Loch. Il repart en Méditerranée le 8 juin 1942. Il participe à l'opération Pedestal du 9 au 15 août 1942. Le 2 septembre, il coule le navire marchand italien Nerucci. Le 13 octobre, il coule le pétrolier italien Nautilus.
Le 17 novembre 1942, l’Utmost part de Malte pour sa 25e patrouille (la 22e en Méditerranée). Le 23, il attaque le croiseur auxiliaire italien Barletta (it), mais le manque ; le Groppo qui accompagne le croiseur ne retrouve pas le sous-marin. Le 25, le Groppo repart pour une mission d'escorte de navires marchands. Un avion largue une bombe au moment où il signale un sous-marin. Le Groppo va vers ce sous-marin, son sonar ne retrouve pas les charges en profondeur. Il est fort probable que le HMS Utmost fût perdu dans un champ de mines lors de son retour à Malte.